# Liparit II Dadiani
Liparit II Dadiani fou mtavari de Mingrèlia del 1482 al 1512. A la mort del seu pare Samsan ed-Daula Dadiani el seu oncle va apoderar-se del tron, però en morir, Liparit II va recollir l'herència i a més va ser proclamat també a Svanètia. El 1491 es va declarar independent de Geòrgia però feudatari del rei d'Imerècia. La seva filla Gulnar Khanum va casar-se amb el príncep Abbas II de Sabashidzo i Sapalavando (+1510) fill de Taka I príncep de Sabashidzo i Sapalavando. Va morir el 1512 i el va succeir el seu fill Mamia III Dadiani.